# Geuda Springs (Kansas)
Pour les articles homonymes, voir Geuda Springs.
Geuda Springs est une ville américaine située dans les comtés de Cowley et de Sumner, au Kansas. Selon le recensement de 2020, sa population est de 158 habitants.